# Поварово II
Поварово II (Поварово-друге рос. Поварово II) — залізнична станція Великого кільця Московської залізниці у міському окрузі Солнечногорськ/Солнечногорському районі Московської області. Входить до складу Московсько-Смоленського центру організації роботи залізничних станцій ДЦС-3 Московської дирекції управління рухом. За основним характером роботи є проміжною, за обсягом роботи віднесена до 3 класу.
За 2,5 км на захід від станції знаходиться селище Поварово, від якого пішла назва. Поруч зі станцією знаходяться села Радумля і Берсенєвка.
Раніше станція була вузловою (а також була дільничною), була сполучна лінія між Московською і Жовтневою залізницями до Поварово I, аналогічно станції Поварово III, але зараз тільки Поварово III є вузловою. На північний захід від Поварово II знаходиться розв'язка Великого кільця із радіальним Ленінградським напрямком (головним ходом Жовтневої залізниці). На ній діють тільки дві ССГ (колії № 2 і № 5) Поварово III — Поварово I. Раніше на вузлі була розв'язка з п'яти сполучних колій, але три з них були розібрані наприкінці 1990-х — початку 2000-х і не діють — колія № 3 від Поварово III на Москву, колія № 7 від Москви на Поварово II, колія № 1 від Поварово II на Поварово I.
Велике кільце МЗ далі на схід від Поварово II до Ікші є одноколійним (єдиний роз'їзд — станція Білий Раст). До кінця 1990-х дільниця була двоколійною, але потім колію перестали використовувати і її було демонтовано, залишився насип на всьому протязі, що використовується в тому числі автомобілями. В 2010-х колія була продовжена від тупику відразу за стрілкою на декілька сотень метрів, до моста над Ленінградським шосе. Планується відновлення другої колії на всій дільниці для інтенсивнішого використання північної частини Великого кільця для пропуску вантажних поїздів.
Для пересадки на приміські потяги по радіальному Ленінградському напрямку використовується платформа 142 км Великого кільця на перегоні на південний захід.
На станції одна низька довга берегова платформа і одна дуже коротка низька острівна, вони сполучені настилом.
Платформа обслуговується електропотягами:
- З південного боку — Депо ТЧ-20 Апрелівка Київського напрямку. Для них станція Поварово II є кінцевою. 3 пари поїздів на день з/у сторону Маніхіно I — Кубинки I — Бекасово I — Дєтково (в тому числі один «прямий» потяг з Апрелєвки).
  - Потяги можуть запізнюватися до декількох годин або скасовуватися через завантаженість Великого кільця вантажними поїздами (в тому числі для сортування на станції Бекасово-Сорт.)
  - До літа 2011 року дільниця Ікша — Кубинка I обслуговувалася депо Нахабіно Ризького напрямку, але потім дільницю Поварово II — Кубинка I було передано депо Апрелєвка (деякі рейси до Кубинки II були продовжені до Поварово II)
- З північно-східної сторони — Депо Александров Ярославського напрямку і депо Лобня Савеловського напрямку. Всього 3 пари від/до Александрова (через Ікшу/Яхрому) і 1 пара від/до Ікші. Кінцевою для них є станція Поварово III SW напрямку.